# Norra Lapplands ekonomiska region
Norra Lapplands ekonomiska region (finska: Pohjois-Lapin seutukunta) är en av ekonomiska regionerna i landskapet Lappland i Finland. Folkmängden i regionen uppgick den 1 januari 2013 till 16 851 invånare, regionens totala areal utgjordes av 35 121 kvadratkilometer och därav utgjordes landytan av 31 890,88  kvadratkilometer.  I Finlands NUTS-indelning representerar regionen nivån LAU 1 (f.d. NUTS 4), och dess nationella kod är 197 . Regionen är Finlands nordligaste ekonomiska region.

## Förteckning över kommuner
Norra Lapplands ekonomiska region omfattar följande tre kommuner: 
- Enare kommun
- Sodankylä kommun
- Utsjoki kommun

Samtliga kommuners språkliga status är enspråkigt finska.